# جبال حارم
جبال حارم هي مرتفعات في شمال محافظة إدلب، شمال غرب سوريا. وتقع الجبال في مديريتي حارم وجسر الشغور بمحافظة إدلب.

## الموقع والوصف
تقع مرتفعات حارم بين 36◦22′ و36◦40′ شرقًا، و35◦46′′36◦14′ شمالًا؛ في أقصى غرب هضبة حلب. وهي تغطي حوالي 600 كيلومتر مربع. يُشكل وادي نهر العاصي الحدود الغربية. ويقع سهل الروج جنوب الجبال. يمتد سهل الروج وسهل إدلب الشمالي على طول الحدود الشرقية. يفصل سهل الدانا (جزء من سهل إدلب الشمالي) جبال حارم عن جبل سمعان إلى الشمال الغربي. يحيط وادي نهر عفرين وبحيرة العمق بجبال حارم من الشمال.
تشمل الجبال ثلاث كتل. جبل حلقة وجبل باريشا تشكل الكتلة الأولى من الشرق. يُشير جبل حلقة إلى الهضاب الصخرية المنخفضة التي تحيط بسهل الدانة. يبلغ ارتفاع جبل باريشا الواقع إلى الغرب من جبل حلقة حوالي 230 كيلومتر مربع، ويبلغ ارتفاعه في المتوسط 500-600 مترًا. وارتفاع أعلى نقطة هو 657 مترًا.
الكتلة الثانية هي جبل الأعلى (وتسمى أيضًا جبل السماق)، ويفصل هذا الجبل عن جبل باريشا سهل النصف، وتبلغ أعلى نقطة في جبل أيلا 819 مترًا. ويقطن هذا الجبل سوريون دروز.
الجبل الثالث هو جبل الوسطاني. يمتد هذا الجبل لمسافة 40 كيلومتر من سلقين في الشمال بين وادي العاصي وسهل روج. يشمل الجبل كتلتان. تُعتبر الكتلة الشمالية أحيانًا جبلًا منفصلاً يسمى جبل الدويلة. أعلى نقطة في جبل الوسطاني هي في جبل حناش، وارتفاعها 847 مترًا.
تنتشر أشجار الزيتون والبلوط بكثرة في جبال حرام. تحتوي الجبال أيضًا على العديد من المواقع الأثرية.
بعد تعرض جبل الأربعين لقصف من قبل التحالف الذي تقوده الولايات المتحدة عام 2014، فر المقاتلون الأجانب إلى جبل السماق. حيث تعرضت منازل الأقلية الدينية الدرزية في قرية كوكو بجبل السماق للهجوم والسرقة قسرًا من أويغور وأوزبك الحزب الإسلامي التركستاني. وأصبح أسامة الحمصي قائدًا لهيئة تحرير الشام في جبل السماق.